# Egbert Ulrich
Egbert Ulrich (* 29. November 1962 in Wolfsburg) ist ein deutscher Politiker (CDU).

## Leben
Ulrich besuchte die Grundschule in Wolfsburg und Neuwied und das Gymnasium in Neuwied und Trier, wo er auch sein Abitur ablegte. Danach studierte er Geographie und Politikwissenschaft in Trier und Mannheim und machte die Ausbildung zum Organisationssekretär und Sozialreferent am Katholisch-Sozialen Institut in Bad Honnef. 1999 wurde er zum staatlich anerkannten Sozialsekretär ernannt. Egbert Ulrich hat 3 Söhne und 1 Tochter.
1989 wurde Ulrich Landesbezirkssekretär der Katholischen Arbeitnehmer Bewegung im Landesbezirk Saar, 2008 wurde er Bildungsreferent der Katholischen Erwachsenenbildung im
Bistum Trier an der Fachstelle Saarbrücken. Diese Arbeit gab er auf, als er in den Saarländischen Landtag nachrückte.
Ulrich wurde 1988 Mitglied der CDA und 1993 Mitglied der CDU. Von 1993 bis 1995 und wieder seit 2007 ist er Mitglied im CDU Landesvorstand, ebenfalls 2007 wurde er bei der Landesvorsitzender und Mitglied des Bundesvorstandes. Seit 1996 gehört er dem Vorstand der CDU Hostenbach an. Von 2001 bis 2005 war er Vorsitzender des CDU-Gemeindeverbands Wadgassen und danach dort bis 2011 stellvertretender Vorsitzender. Von 1999 bis 2008 war Ulrich Mitglied im Gemeinderat Wadgassen, dort ab 2000 Fraktionsvorsitzender der CDU-Gemeinderatsfraktion und ab 2004 Beigeordneter der Gemeinde Wadgassen.
Vom 24. August 2011 bis 2012 saß er im Landtag des Saarlandes, als Nachrücker für den ehemaligen Ministerpräsidenten Peter Müller.
Egbert Ulrich kandidierte bei der Bürgermeisterwahl 2013 in der Gemeinde Wadgassen, wo er in der Stichwahl gegen den freien Bewerber Sebastian Greiber unterlag.